# Freeskiing

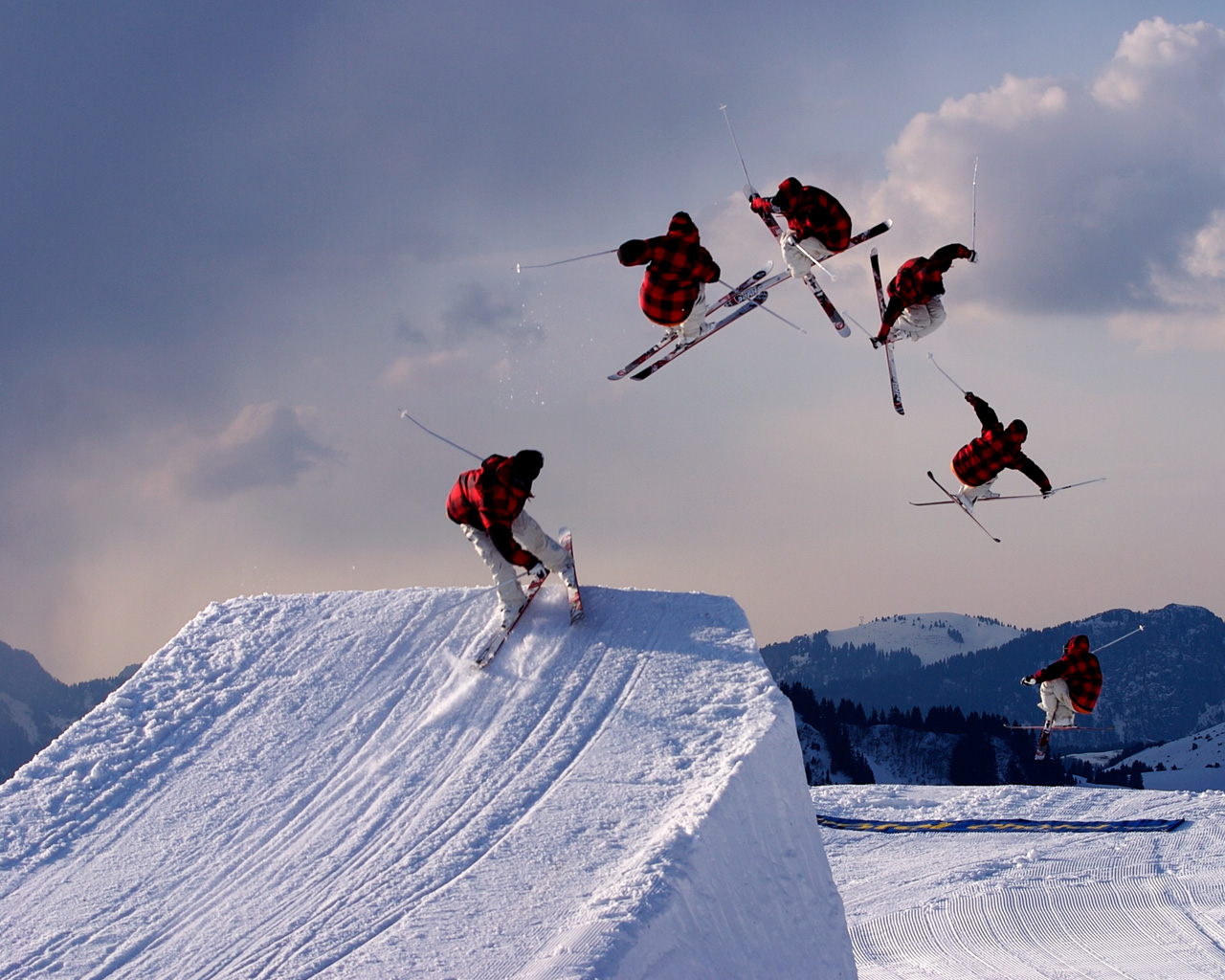
Un freeskier affronta un salto in switch

Il freeskiing, o freeski, è l'insieme delle discipline dello slopestyle (sequenza di salti e ringhiere), big air (grande salto) e half-pipe, e può essere praticato anche in backcountry (fuoripista) e street (utilizzo di ostacoli cittadini).
Secondo l'International Freeskiers Association (IFSA) il freeskiing negli anni novanta era un insieme di attività tra cui il big mountain, lo slopestyle, l'halfpipe, il big air e lo ski cross.

## Storia
Il freeskiing è nato negli anni novanta quando un gruppo di sciatori cominciò a sperimentare nuove tecniche di freestyle. In quegli anni il freestyle era già uno sport regolamentato dalla FIS, nelle discipline di gobbe, salti e balletto. Questi sciatori, per sfuggire alla rigidità dei regolamenti e imitando skater e snowboarder, incominciarono a utilizzare snowpark e half-pipe con gli sci, strutture che fino ad allora erano state praticate solo con gli snowboard. Il movimento fu chiamato newschool e per questo motivo si utilizza anche il termine newschool skiing per riferirsi all'attività. Il newschool rappresentò l'avanguardia tecnica del freestyle.

## Attrezzatura
La tipologia di sci per utilizzo in snowpark e fuoripista è detta fun, divertimento. Gli sci da freestyle hanno la doppia punta e sono detti twin tip. Questo permette di sciare in entrambi i sensi, in avanti e all'indietro.
Per quanto riguarda lo sci fuoripista, gli sci sono più larghi e hanno camber (in italiano curvatura) inverso, ossia la parte centrale dello sci quasi a contatto del terreno e la punta e la coda più elevate. Queste due caratteristiche servono a favorire il galleggiamento.
Gli sci inoltre possono essere simmetrici, con punta e coda uguali, molto maneggevoli e adatti agli esperti, o asimmetrici con punta e coda diversi, adatti a chi inizia.

## Grab e trick

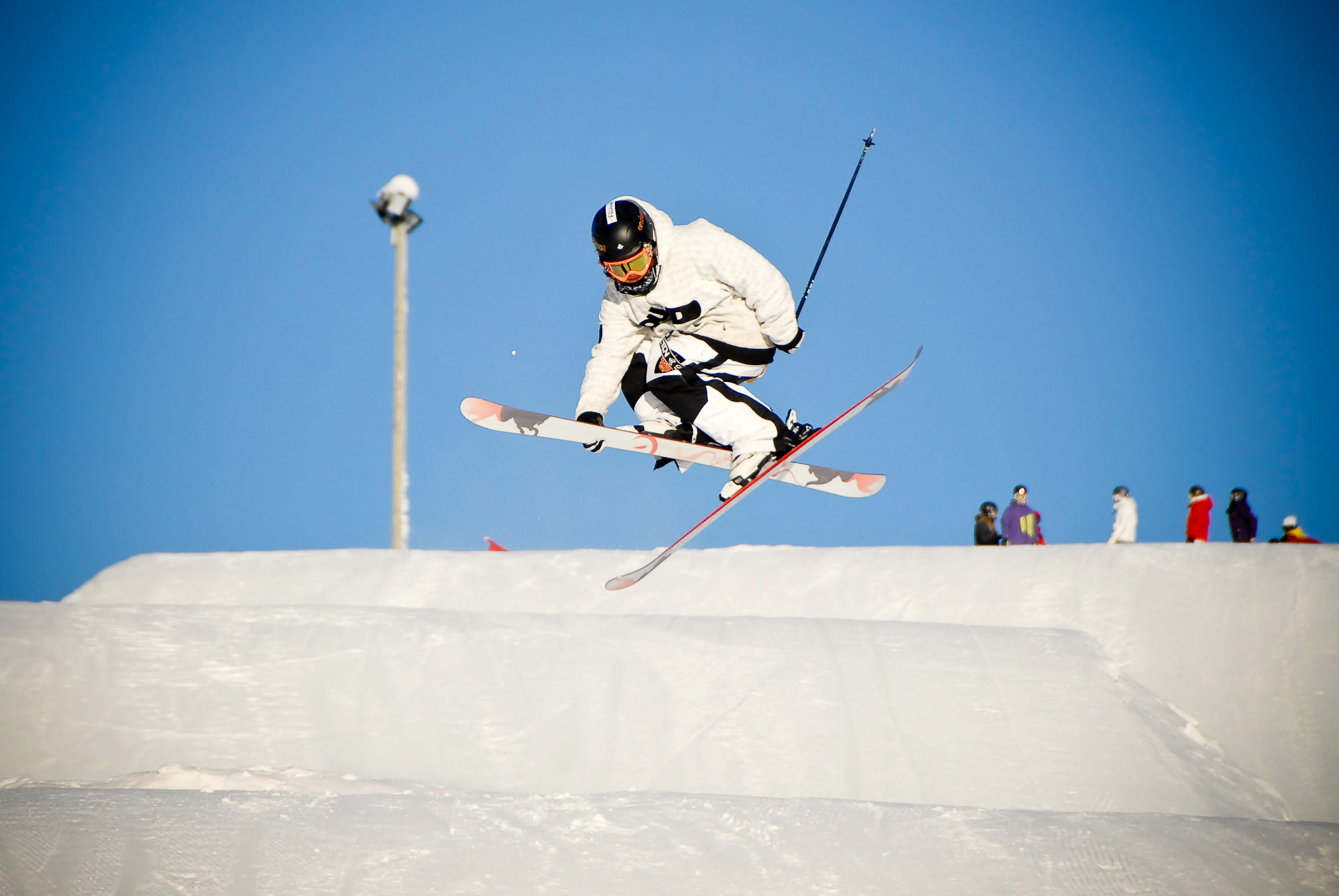
Anders Nordermoen esegue un grab in salto

Nel seguente elenco alcuni dei grab (prese) e trick (manovre) più conosciuti:
- grab
  - safety
  - japan
  - critical
  - mute
  - tail e nose
- trick in salto
  - sciata in switch
  - ollie e nollie
  - frontflip e backflip
  - salto dritto
  - salti 270, 360, 540, 720
  - rodeo, cork
- trick sulle ringhiere
  - 50/50
  - boardslide

## Big mountain
Nell'ambito del freeskiing è nato in America il termine "big mountain", per indicare la discesa da pendii ripidi, ponendo attenzione anche alla velocità, alla linea di discesa e ai salti.
Sono classificate come competizioni professionistiche di big mountain le tappe del Freeride World Tour.